# Cymopterus hendersonii
Cymopterus hendersonii är en växtart i släktet Cymopterus och familjen flockblommiga växter. Den beskrevs av John Merle Coulter och Joseph Nelson Rose, och fick sitt nu gällande namn av Arthur John Cronquist 1961.
Arten är en perenn ört som växer i de västra delarna av centrala USA.